# Stazione di Tricesimo
La stazione di Tricesimo era una stazione ferroviaria in provincia di Udine, posta sul vecchio tracciato della ferrovia Pontebbana, ora dismesso.

## Storia
Tricesimo fu raggiunta dal tronco di ferrovia Udine-Gemona del Friuli il 15 novembre 1875.
Venne dismessa nel 1985 con tutta la tratta dove era posta venne sostituita dalla nuova e il vecchio sedime venne completamente abbandonato.

## Strutture e impianti
Era composta da un fabbricato viaggiatori e due binari 